# Kvantummechanika
A kvantummechanika a fizika azon ága, amelyik a nanoszkopikus méreteknél történő jelenségeket vizsgálja; így az elemi részecskék viselkedését vagy például az olyan kis hőmérsékletű makrojelenségeket, mint a szuperfolyékonyság és a szupravezetés. A név abból a megfigyelésből származik, hogy bizonyos fizikai tulajdonságok egységi mennyiségenként (latin: kvantum), nem pedig folyamatos (analóg) módon változnak.
A kvantummechanika alapvetően négy jelenségre szolgáltat magyarázatot, amikre a klasszikus mechanika és a klasszikus elektrodinamika nem:
- kvantálás,
- a hullám-részecske kettősség,
- a határozatlansági reláció és
- a kvantum-összefonódás.

A kvantumfizika és kvantumelmélet kifejezéseket gyakran a kvantummechanika szinonimájaként használjuk, máskor viszont bővebben beleértjük a kvantummechanika előtti régebbi kvantumelméleteket is (ld. a történeti összefoglalót), vagy amikor a kvantummechanikát egy sokkal szűkebb értelemben használjuk (a klasszikus mechanika mintájára), akkor beleértjük az olyan elméleteket például, mint a kvantumtérelmélet vagy annak első kidolgozott változatát, a kvantum-elektrodinamikát. Ebben a szócikkben mi a szó legáltalánosabb értelmében használjuk.

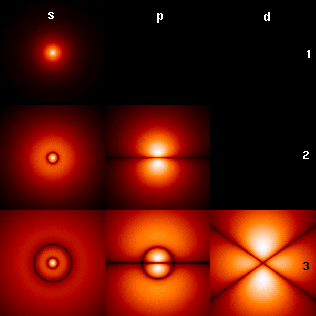
A hidrogénatom elektronjainak hullámfüggvényei az energia lefelé növekszik: n=1,2,3,…, a perdület jobb felé növekszik: s, p, d,…. A világosabb részeken nagyobb az előfordulás valószínűsége. A perdület és az energia kvantált, csak diszkrét értékeket vehet fel.

## Az elmélet rövid leírása

### Hullámfüggvények és mérés
A kvantummechanika egy rendszer pillanatnyi állapotát a hullámfüggvénnyel ábrázolja, ami a mérhető tulajdonságok – azaz a megfigyelhető mennyiségek – valószínűségi eloszlását írja le. Megfigyelhető mennyiség például az energia, térbeli helyzet (a nem relativisztikus elméletben), impulzus, impulzusmomentum stb. A kvantummechanika általában nem rendel határozott értékeket a megfigyelhető mennyiségekhez, hanem becsléseket ad a valószínűségi eloszlásukra. Egyes eloszlások csak diszkrét értékeit engedik meg a megfigyelhető mennyiségeknek, az ilyen mennyiségeket kvantáltnak nevezzük.
A hullámfüggvény az időben fejlődhet. Például az üres térben mozgó részecske ábrázolható egy átlagos helyzet körül el nem tűnő hullámcsomaggal. Az idő múlásával ez az átlagos pozíció eltolódhat a térben, ahogy a hullámcsomag változik, és a részecskét nagy valószínűséggel máshol fogjuk megtalálni, mint annak előtte. Másrészt vannak olyan hullámfüggvények, amelyekhez időben állandó valószínűség-eloszlás tartozik. Sok rendszer, amit a klasszikus fizika dinamikusan ír le, a kvantummechanikában ilyen statikus hullámfüggvénnyel írható le. Például a klasszikus kép szerint a nem gerjesztett atomban az elektron kering az atommag körül, míg a kvantummechanikában az elektront egy középpontos szimmetriával rendelkező valószínűségi függvény („elektronfelhő”) írja le.
Egy megfigyelhető mennyiség tényleges megmérése megváltoztatja a rendszert és a hullámfüggvényét. Közvetlenül a mérés után a hullámfüggvény teljesen kompatibilis a méréssel, azaz olyan, amelyik 100% valószínűséget ad az éppen kapott eredményre. Ez a jelenség a hullámfüggvény összeomlása. Egy adott hullámfüggvénybe való összeomlás valószínűsége függ a mérés típusától és kiszámolható a mérés előtti hullámfüggvényből. Nézzük az üres térben mozgó részecske fenti példáját. Ha megmérjük a részecske helyzetét, véletlenszerű eredményt kapunk. Általában lehetetlen megjósolni a kapott x értéket, bár valószínű, hogy a hullámcsomag centrumához – ahol a hullámfüggvény amplitúdója nagy – közeli értéket kapunk. Közvetlenül a mérés után a hullámfüggvény egy olyan hullámfüggvénybe omlik össze, ami élesen a mért x érték körül összpontosul. A részecske sebességének a mérése egy teljesen más hullámfüggvényhez vezetne.
A hullámfüggvény időfejlődése determinisztikus abban az értelemben, hogy adott időben, adott hullámfüggvényből kiindulva határozott becslést kapunk arra, hogy bármely későbbi időben milyen lesz a hullámfüggvény. Nem relativisztikus esetben ezt a folytonos időfüggést írja le a Schrödinger-egyenlet, amit relativisztikus esetben a Dirac-egyenlettel kell helyettesítenünk. Mérés közben a hullámfüggvény változása viszont valószínűségi, nem determinisztikus. A kvantummechanika valószínűségi jellege tehát a mérés folyamatában rejlik.

### Kvantummechanikai effektusok
Mint a bevezetés is említi, több olyan jelenség van a kvantummechanikában, aminek nincs klasszikus megfelelője. Ezeket gyakran kvantumeffektusoknak hívjuk.
Az egyik kvantumeffektus bizonyos mennyiségek kvantálása. Láttuk, hogy bizonyos megfigyelhető mennyiségek a kvantummechanikában diszkrét értékeket vesznek fel, mint például az impulzusmomentum, vagy egy kötött állapot energiája vagy adott frekvenciájú elektromágneses sugárzás energiája, bár nem minden kvantummechanikában előforduló mennyiség kvantált.

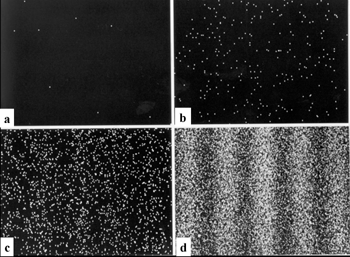
A kétrés-kísérlet során kialakuló interferenciakép 8, 270, 2000 és 60000 egyedülálló elektron esetén, ami az elektron hullámtulajdonságát mutatja

Egy másik kvantumeffektus a határozatlansági reláció. Bizonyos mennyiségpárok egyidejű (szimultán) mérése elvi hibahatáron kívül lehetséges csak. Ilyen pár például egy részecske helyzete és impulzusa. Hasonló reláció érvényes az energiára és az időre is olyan értelemben, hogy két egymást követő energiamérés hibája nő, ha a két mérés közötti idő csökken. Az ilyen mennyiségpárok a klasszikus fizikában egymás kanonikus konjugáltjai.
Egy másik kvantumeffektus a hullám-részecske kettősség. Erre példa az, hogy bizonyos kísérleti körülmények között az elektronok részecskeszerű (például szórás), mások között hullámszerű (például interferencia) viselkedést tanúsítanak.
Egy másik kvantumeffektus a kvantum-korreláció, vagy más néven kvantum-összefonódás. Bizonyos esetekben egy összetett rendszer hullámfüggvénye nem szeparálható az elemek független hullámfüggvényeire. Az így összefonódott részecskék klasszikus szempontból rendkívül furcsa viselkedést mutathatnak. Például az egymástól egyébként távoli részecskéken végzett helyi mérések eredményeinek korrelációi a megszokott klasszikus statisztikákkal nem egyeztethetők össze. Az ilyen jelenséget felmutató kísérletek a kvantummechanika legmélyebb bizonyítékai.

### Az alagúteffektus
Az egydimenziós dobozba zárt elektron tárgyalásakor feltételeztük, hogy a dobozt végtelen magas „potenciálfal” határolja. Ekkor az elektron megtalálási valószínűsége az adott 0 < x < L tartományon kívül zérus, s az elektront a doboz belsejében állóhullám reprezentálja. Az állóhullám képhez úgy is eljuthatunk, hogy a mechanikai, illetve fényhullámok analógiájára feltételezzük, hogy az elektronhullám a doboz falának ütközve visszaverődik, és önmagával interferálva alakítja ki az időben stabilisan fennmaradó állóhullámot.
A fényről azonban tudjuk, hogy új közeg határára érve csak részben verődik vissza, s a hullám bizonyos mértekben mindig behatol az új közegbe is. Ez csekély mértékben még teljes visszaverődés esetén is bekövetkezik.
A részletes kvantummechanikai számítások azt mutatják, hogy amennyiben a bezárt részecske mozgását csak véges magasságú és szélességű potenciálgát korlátozza, akkor az anyaghullámok véges valószínűséggel olyan potenciálgátakkal határolt területre is behatolhatnak, amelyek magassága jóval nagyobb a részecske összenergiájánál, s amennyiben a gát keskeny, akkor a hullám át is hatolhat rajta.

A hétköznapi tapasztalataink szerint ezt a különösnek tűnő jelenséget alagúteffektusnak nevezzük.

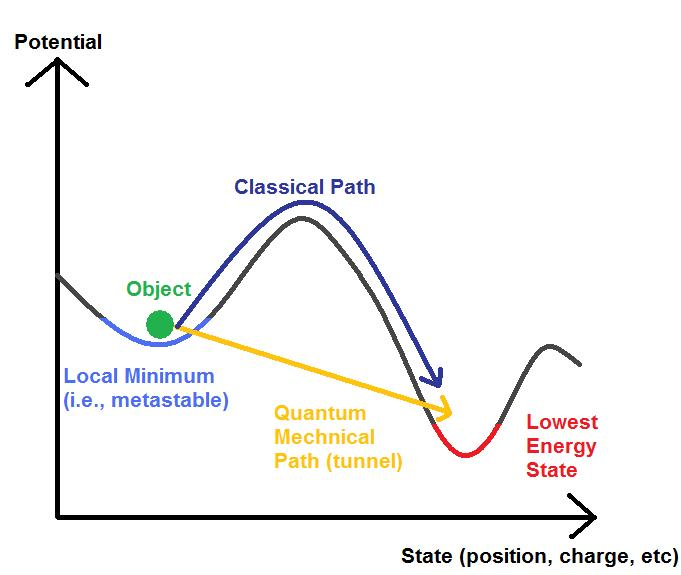

Az elnevezés onnan ered, hogy a klasszikus mechanikában egy test nem juthat át az előtte tornyosuló hegy (potenciálgát) túloldalára, ha nincs elegendő energiája a hegy megmászására, csak ha a hegybe fúrva alagutat talál. Ez a viselkedés a klasszikus fizika szabályai szerint teljesen lehetetlen. Amennyiben hasonló mozgás makroszkopikus körülmények között is végbemenne, akkor az azt jelentené, hogy a hegyoldalon felfelé gurított golyó estenként akkor is átkerülne a szomszédos völgybe, ha a mozgási energiája a hegy lábánál kisebb, mint a hegytetején a helyzeti energia, azaz
{\displaystyle {\frac {1}{2}}}{\displaystyle {m}{v_{0}^{2}}{<}{mgh}}.
Az áthatolás azonban nem mindig következne be, hanem csak véletlenszerűen, s a hegy magasságának és szélességének növekedtével egyre ritkábban. Továbbá növelné az ilyen ritka események furcsaságát az, hogy a szomszéd völgyből a hegyen átjutó golyót sohasem a hegy tetején, hanem mindig az
{\displaystyle {\frac {1}{2}}}{\displaystyle {m}{v_{0}^{2}}{=}{mgh}}
összefüggésnek megfelelő h magasságában pillantanánk meg először.
Ilyenkor úgy képzelhetjük, mintha a potenciálgáton áthaladó részecske nem a gátat megmászva, hanem egy alagúton keresztül került volna át az akadályon. Az alagútjelenség jellegzetesen kvantummechanikai természetét a határozatlansági reláció segítségével érthetjük meg pontosabban. Ahhoz, hogy a részecskét a d szélességű akadályban kimutassuk, helyzetét
{\displaystyle \Delta \ x\approx \ d}
bizonytalansággal kell lokalizálnunk. Így az impulzus bizonytalansága
{\displaystyle \Delta \ p\approx {\frac {h}{d}}}
lesz, ami
{\displaystyle {\sqrt {\Delta \ E}}=}{\displaystyle {\frac {p+\Delta \ p}{\sqrt {2m}}}}{\displaystyle -{\frac {p}{2m}}}{\displaystyle ={\frac {2p\Delta \ p}{2m}}}{\displaystyle +{\frac {\Delta \ p}{2m}}}{\displaystyle \geq {\frac {\Delta \ p}{2m}}}
energiabizonytalansághoz vezet. Tehát
{\displaystyle {\sqrt {\Delta \ E}}>}{\displaystyle {\frac {h}{{\sqrt {2m}}d^{2}}}}
Egy részecske akkor hatolhat át a potenciálgáton, ha energiájának bizonytalansága eléri a potenciálgát magasságának ({\displaystyle U_{0}}) és a részecske energiájának (E) különbségét, tehát ha
{\displaystyle {U_{0}-E}\approx \Delta \ E\approx {\frac {h^{2}}{2md^{2}}}}.
Adott {\displaystyle U_{0}-E} energiakülönbség esetén tehát a részecske körülbelül
{\displaystyle d={\frac {h}{\sqrt {2m\left(U_{0}-E\right)}}}}
mélységig hatol a potenciálfalba.
Pontosabb számítások szerint eddig a távolságig a részecske körülbelül 1/3 valószínűséggel jut el. Azonnal adódik, hogy kétszer ekkora távolságba 1/9, háromszoros mélységbe pedig 1/27 valószínűséggel kerül a részecske. A behatolás mélysége tehát a gát szélességével exponenciálisan csökken.
Az alagúteffektus hatékonysága a potenciálgát szélessége mellett az alagutazó részecske tömegének, illetve a potenciálgát magasságának növekedésével csökken. Az alagúteffektus általában a könnyű elektronok mozgásakor jelentős, de szerepet játszik az alfa-sugárzás kibocsátásakor is.

### Relativisztikus kvantummechanika
Induljunk ki Heisenberg határozatlansági relációiból. Az egyik azt állítja, hogy nem lehetséges az impulzus és a helykoordináta együttes tetszőleges pontosságú mérése, a másik pedig azt, hogy nem lehetséges az energia mérése úgy kétszer egymás után, hogy a két mérés tetszőleges rövid idővel követi egymást, és a két energiamérés tetszőleges pontossággal ugyanazt az értéket adja. Az utóbbi esetben nagyon fontos tehát hangsúlyozni, hogy nem az energia és idő együttes mérésének tetszőleges pontosságáról van szó, fizikai, pontosabban kvantummechanikai értelemben ugyanis az időt nem lehet mérni, az egy külső paraméter. Amikor időmérésről beszélünk, azt mindig klasszikus newtoni, vagy speciális einsteini – ami ugyanaz – értelemben tesszük.
A helyre és időre vonatkozó határozatlansági relációban ténylegesen a sebesség lép fel, ebből származódik a klasszikus impulzus, ahol egyikre sincs semmilyen felső határ. A relativisztikus esetben viszont a sebességnek van felső határa, a fénysebesség, ezért ott az impulzusnak is van felső határa. Nagyon fontos megjegyezni, hogy az impulzusra ez a felső határ csak a határozatlansági relációban létezik, ahol az impulzust a sebességből származtatjuk. Egyébként az impulzusnak nincs felső határa, ahogy az energiának sem, amivel az impulzus négyesvektort alkot, hacsak nem a Planck-energia és a Planck-impulzus.
A határozatlansági relációban fellépő felső impulzushatár miatt viszont a koordinátamérés pontosságára abszolút alsó határ lép fel, azaz a relativisztikus kvantummechanikában a koordinátamérés elveszti értelmét. A koordinátareprezentáció helyett kizárólag az impulzusreprezentációt használhatjuk, azaz a kölcsönhatások és mérések során az energia és impulzus változásait tudjuk csak pontosan követni, implicit módon feltételezve, hogy elég hosszú ideig mérünk. A tökéletes méréshez végtelen hosszú ideig kellene mérnünk, de a klasszikus mérőeszközeinknek amúgy is van egy mérési hibája, és a mérési idő elég hosszú ahhoz, hogy az elvi hiba ezen gyakorlati hibán belül legyen.
A megtalálási valószínűségben a hullámfüggvény abszolútérték-négyzete, azaz a hullámfüggvény és komplex konjugáltjának a szorzata lép fel. A nem relativisztikus elméletben ez, a sűrűség-eloszlás, egy skalármennyiség, a relativisztikus elméletben viszont a négyes áramsűrűség időszerű komponense. A komplex konjugált viselkedése ezért a nem relativisztikus elméletben tökéletesen meghatározott az eredeti hullámfüggvény viselkedése alapján, a relativisztikus elméletben viszont a komplex konjugált önálló életre kel, önálló szabadsági fokokká válik. Matematikailag ez azt jelenti, hogy a nem relativisztikus elmélet kétkomponensű komplex spinorjai helyett négykomponensű Dirac-spinorok tudják leírni a részecskéket, s fizikailag a részecskék száma megduplázódik, mert megjelenik (majdnem) mindegyiknek az antirészecskéje is. Az antirészecskék létezése a Lorentz-invariancia egyenes következménye. Másrészt az antirészecskék kísérleti megfigyelése a Lorentz-invariancia és a speciális relativitáselmélet egyik kísérleti bizonyítéka.

### Kvantumtérelmélet
A relativisztikus kvantummechanika Dirac első értelmezésében állandóan jelenlevő végtelen sok részecskét (Dirac-tenger) követelt meg az antirészecskék leírására, amelyek betöltötték az összes lehetséges alsó energiájú állapotot. Ez az értelmezés még fermionok esetén is kicsit kényelmetlen, bozonok esetén viszont, ahol egy állapotban akárhány részecske lehet, értelmetlen. Olyan elméletre volt szükség, ami le tudja írni a részecskék számának változását. A megoldást a második kvantálás, az eddig függvény vagy matematikai vektor hullámfüggvény operátorosítása jelentette. A hullámfüggvény részecskekeltő és eltüntető operátorok lineáris kombinációjává vált, s ezek az operátorok a részecskeszám-téren (Fok-tér) hatottak. Az így megszületett kvantumtérelmélet ezen leírási módszerét Fok-reprezentációnak nevezzük a kezdeményező Vlagyimir Alexandrovics Fok orosz fizikus, matematikus után.
Az első ilyen elmélet, a kvantum-elektrodinamika, az elektromágneses kölcsönhatás kvantumtérelméletének sikere ösztönzőleg hatott a kvantumtérelmélet további általánosításai irányában. A téridő szimmetriái után az ún. belső szimmetriák felfedezése, amiknek legrégebben ismert példája az elektrodinamika mértékinvarianciája vezetett a mértéktérelméletek kifejlesztéséhez. Ezek igen gyümölcsözőnek bizonyultak az anyag olyan kölcsönhatásainak, mint az elektromágneses, gyenge és erős kölcsönhatás kvantumtérelméleti leírásában.

## Matematikai formalizmus
A kvantummechanika szigorú, formális matematikai felépítésében, mely többek közt Paul Dirac és Neumann János nevéhez fűződik, a kvantummechanikai rendszerek lehetséges állapotait egységvektorokkal („állapotvektorok”) reprezentáljuk, melyek a komplex szeparábilis Hilbert-tér egységgömbjét alkotják (az „állapotteret”). A Hilbert-tér pontos meghatározása az adott fizikai rendszertől függ, például ha egy elektronburok elemeinek a tér adott pontjában való tartózkodási valószínűségét, az elektronfelhő „intenzitását” akarjuk leírni, akkor célszerű a négyzetesen integrálható függvények Hilbert-terét használni ennek leírására, míg egyetlen elektron spinjének állapotterét pusztán két komplex sík direkt szorzata is leírhatja.
A kvantumállapotok időbeli változásait nem relativisztikus esetben a Schrödinger-egyenlet – másodrendű differenciálegyenlet –, relativisztikus esetben a Dirac-egyenlet – elsőrendű differenciálegyenlet – írja le, melyben a Hamilton-függvény, a rendszer összenergiáját leíró operátor felelős az időbeli változásért (a Dirac-egyenlet csak a feles spinű részecskéket írja le).
Minden megfigyelhető mennyiséget egy sűrűn definiált hermitikus (ejtsd: ermitikus) lineáris operátor reprezentál. Egy megfigyelhető mennyiség minden saját állapotához az operátor egy sajátvektora tartozik, és az ehhez tartozó sajátérték a mennyiség értékét adja az illető saját állapotban. Ha az operátor spektruma diszkrét, a mennyiség csak ama diszkrét sajátértékeket veheti fel. Ezeket a sajátértékeket hívjuk kvantumszámoknak. Például a szabad részecske energia-operátorának spektruma folytonos, míg például a harmonikus oszcillátor energia-spektruma diszkrét.
Egy mérési eljárás alatt annak a valószínűsége, hogy a rendszer hullámfüggvénye valamelyik  saját állapotba omlik össze, a sajátállapotvektor és az állapotvektor skaláris szorzatának abszolútérték-négyzete. A mérés lehetséges eredményei az operátor sajátértékei, melyek Hermite-féle operátorok esetén valós számok – ez magyarázza, hogy miért hermitikus operátorokat használunk. Egy megfigyelhető esemény valószínűség-eloszlását egy adott állapotban a megfelelő operátor spektrális dekompozíciójával számíthatjuk ki.
A Heisenberg-féle határozatlansági reláció azzal a formális állítással írható le, hogy bizonyos megfigyelhető eseményekhez tartozó operátorok nem felcserélhetőek. Nagyon fontosak az olyan fizikai mennyiségekhez tartozó operátorok, amelyek egymással felcserélhetők. Az ilyen fizikai mennyiségek egyszerre tetszőleges pontossággal mérhetők, ezért alkalmasak egy fizikai rendszer állapotának a jellemzésére. Az egymással felcserélhető operátoroknak ugyanis van közös saját állapotrendszere, amihez az említett összes felcserélhető operátornak határozott sajátértéke, azaz az illető fizikai mennyiség határozott értéke tartozik. Mindezen operátorok közül a Hamilton-operátor kitüntetett helyzetű, ennek sajátértékei az energia lehetséges értékei. A Hamilton-operátorral felcserélhető operátorok megmaradó fizikai mennyiségeket írnak le.
A részleteket lásd az alábbi (angol nyelvű) szócikkben: Mathematical formulation of Quantum Mechanics; a kvantummechanika bizonyos matematikai alapjait pedig a Quantum Logic szócikkben

### Példa: szabad tömegpont leírása
Szabad – azaz kölcsönhatásmentes – tömegpontokat síkhullámmal írhatunk le:
{\displaystyle \Psi (\mathbf {x} ,t)=e^{-i(\omega t-\mathbf {kx} )}=e^{-{\frac {i}{\hbar }}(Et-\mathbf {px} )}=e^{-{\frac {i}{\hbar }}p^{\mu }x_{\mu }}\,}
ahol ω a hullám körfrekvenciája, k pedig a hullámvektora. Következő lépésként behelyettesítettük a hullám-részecske kettősség összefüggéseit, amik a részecske E energiáját és p impulzusát kapcsolják össze a hullámot leíró mennyiségekkel. Pontosabban ez egy olyan egymással nem kölcsönható, egy irányba haladó részecskékből álló sokaságnak a hullámfüggvénye, ahol egységnyi térfogatba esik egy részecske. A kifejezés rögtön kovariáns alakba írható, és a Minkowski-téren értelmezett Lorentz-transzformáció láthatóan invariánsul hagyja a hullámfüggvényt, miután egy négyesskalár kifejezés lép fel.
- Nézzük meg a

{\displaystyle {\hat {\mathbf {P} }}={\frac {\hbar }{i}}{\frac {\partial }{\partial \mathbf {x} }}}
operátor hatását a hullámfüggvényre, azt kapjuk, hogy:
{\displaystyle {\hat {\mathbf {P} }}\Psi (\mathbf {x} ,t)=\mathbf {p} \Psi (\mathbf {x} ,t)}
azaz {\displaystyle {\hat {\mathbf {P} }}} az impulzus operátora, p a sajátértéke, {\displaystyle \Psi (\mathbf {x} ,t)} egy sajátfüggvénye koordinátareprezentációban, amikor a helykoordinátát tekintjük változónak és az impulzust paraméternek. Ebben a reprezentációban a helyoperátor az x helykoordinátával való egyszerű szorzás:
{\displaystyle {\hat {\mathbf {X} }}=\mathbf {x} }
ami itt egy triviális operátor. Az energia operátorát a klasszikus {\displaystyle E={\frac {\mathbf {p} ^{2}}{2m}}={\frac {p_{x}^{2}+p_{y}^{2}+p_{z}^{2}}{2m}}} összefüggés alapján állíthatjuk elő, ahol m a részecske tömege:
{\displaystyle {\hat {H}}={\frac {{\hat {\mathbf {P} }}^{2}}{2m}}=-{\frac {\hbar ^{2}}{2m}}\left({\frac {\partial ^{2}}{\partial x^{2}}}+{\frac {\partial ^{2}}{\partial y^{2}}}+{\frac {\partial ^{2}}{\partial z^{2}}}\right)=-{\frac {\hbar ^{2}}{2m}}\Delta }
könnyen ellenőrizhető, hogy ezen (Hamilton-) operátor sajátértéke az a klasszikus energiakifejezés, amiből kiindultunk. {\displaystyle {\hat {H}}} felcserélhető {\displaystyle {\hat {\mathbf {P} }}}-vel, azaz az impulzus mozgásállandó, ahogy azt szabad tömegpont esetén várjuk. Nem felcserélhető viszont {\displaystyle {\hat {\mathbf {X} }}}-szel, azaz a helykoordináta nem mozgásállandó, megint ahogy várjuk, hiszen a részecske egyenes vonalú egyenletes mozgást végez. {\displaystyle {\hat {\mathbf {P} }}} és {\displaystyle {\hat {\mathbf {X} }}} sem felcserélhetőek, azaz a két operátornak nincs közös saját állapotrendszere, viszont a kommutátoruk nem operátor, hanem csak egy szám (azaz az egységoperátorral arányos). Ilyenkor az együttes mérésre határozatlansági reláció állítható fel.
Vegyük észre a következő összefüggést a hullámfüggvény időfüggő és helyfüggő része között:
{\displaystyle i\hbar {\frac {\partial \Psi }{\partial t}}={\hat {H}}\Psi \quad (=E\Psi )}
ami nem más, mint a szabad tömegpont Schrödinger-egyenlete. Látszik, hogy ez a klasszikus newtoni energia-impulzus összefüggés miatt igaz, azaz a Schrödinger-egyenlet a nem relativisztikus kvantummechanika hullámegyenlete.
- Impulzusreprezentációban, amikor az impulzust tekintjük változónak és a helykoordinátát paraméternek, a hely-, az impulzus-, és a Hamilton-operátor így írható fel:

{\displaystyle {\hat {\mathbf {X} }}={\frac {\hbar }{i}}{\frac {\partial }{\partial \mathbf {p} }}}
{\displaystyle {\hat {\mathbf {P} }}=\mathbf {p} }
{\displaystyle {\hat {H}}={\frac {p_{x}^{2}+p_{y}^{2}+p_{z}^{2}}{2m}}}
az előzőhöz hasonló megfontolásokkal ugyanazokat a fizikai eredményeket kapjuk itt is az operátorok felcserélhetőségével, a tömegpont mozgásával és a Schrödinger-egyenlettel kapcsolatban.

## Alkalmazások
A kvantummechanika nagy sikereket ért el az anyagot alkotó szubatomi részecskék – az elektron, proton és neutron –, az atomok és molekulák leírásában.
Alapvető fontosságú annak megértésében, hogy az egyes atomok hogyan állnak össze molekulákká. A kvantummechanika kémiai alkalmazását kvantumkémiának hívjuk. A kvantummechanika kvantitatív rálátást nyújt a kémiai kötések mibenlétére, arra, hogy mely molekulák kedvezőbbek energetikailag melyekhez képest, és kb. mennyivel. A számítási kémia legtöbb számolása a kvantummechanikán alapul.
A modern technológia jórészt olyan skálán működik, ahol a kvantumeffektusok jelentősek. Ezekre példa többek között a lézer, az elektronmikroszkóp és a mágnesesrezonancia-képalkotás (MRI). A félvezetők tanulmányozása vezetett a dióda és a tranzisztor kifejlesztéséhez, amik nélkülözhetetlenek az elektronikában.
A kutatók ma a kvantumállapotok erőteljes befolyásolásának módszereit keresik. Erőfeszítéseket tesznek a kvantumkriptográfia kifejlesztésére, ami az információátadás garantáltan biztonságos módját jelenti majd. Egy távlatibb cél a kvantumszámítógép kifejlesztése, ami a várakozások szerint bizonyos számolásokat exponenciálisan gyorsabban végezne el, mint a klasszikus számítógép. Egy másik aktív kutatási terület a kvantum-teleportáció, ami kvantumállapotok tetszőleges távolságra való átvitelével foglalkozik.

## Filozófiai következmények
A kezdetek óta a kvantummechanika ösztönökkel ellenkező eredményei erős filozófiai vitát keltettek és sok interpretációhoz vezettek. Még az olyan alapvető dolgoknak, mint Max Born valószínűségi amplitúdókat és valószínűségi eloszlásokat érintő alapszabályainak is évtizedekre volt szükségük ahhoz, hogy elfogadják őket.
A nagyrészt Niels Bohrnak köszönhető koppenhágai értelmezést ma a fizikusok nagy többsége elfogadja. Eszerint a kvantummechanikai jóslatok valószínűségi természete nem magyarázható más, determinisztikus elméletek segítségével, és nem egyszerűen a mi korlátozott tudásunkat jeleníti meg. A kvantummechanika azért nyújt valószínűségi jóslatokat, mert a világegyetem természete maga valószínűségi és nem determinisztikus.
Albert Einstein, aki maga is a kvantumelmélet egyik megalapozója volt, nem szerette a determinisztikusságnak a mérés során való elvesztését. Úgy tartotta, hogy lennie kell egy helyi rejtett változós elméletnek a kvantummechanika alatt, s ennélfogva a jelen elmélet nem teljes. Az elmélethez ellenvetések sorozatát gyártotta, amelyek közül a leghíresebb Einstein–Podolsky–Rosen-paradoxon (EPR-paradoxon) néven vált ismertté. John Bell megmutatta, hogy az EPR-paradoxon kísérletileg tesztelhető különbségre vezet a kvantummechanika és a lokális rejtett változós elméletek között. Kísérleteket végeztek és kimutatták, hogy a kvantummechanika a helyes és a világ nem magyarázható ilyen rejtett változókkal. A kísérletekben lelt bizonyos „rések” azonban azt mutatják, hogy a kérdés még nincs teljesen lezárva.
Hugh Everett sokvilág-interpretációja, amit 1956-ban fogalmazott meg, azt állítja, hogy a kvantummechanika által megengedett lehetőségek mind együtt megjelennek egy multiverzumban, ami sok független, párhuzamosan létező univerzumból áll. Ez nem jelenti új axióma bevezetését a kvantummechanikában, hanem éppen ellenkezőleg, egynek, a hullámcsomag összeomlásának axiómájának az elvetését jelenti. Az összes lehetséges konzisztens állapot és a mérőberendezés (beleértve a megfigyelőt is) egy valódi fizikai (nemcsak formális matematikai, mint más interpretációkban) kvantum-szuperpozícióban vannak. Különböző rendszerek konzisztens állapot-kombinációinak ilyen szuperpozícióját összefonódott állapotnak hívjuk. Míg a multiverzum determinisztikus, mi nem determinisztikus, valószínűségi viselkedést érzékelünk, mivel mi csak az univerzumot tudjuk megfigyelni, azaz csak a mi általunk lakott világnak az említett szuperpozícióhoz való konzisztens állapot hozzájárulását. Everett interpretációja tökéletes összhangban van John Bell kísérleteivel, és ösztönösen is érthetővé teszi őket.

## Történeti összefoglaló
1900-ban Max Planck bevezette az energia kvantálását, hogy levezessen egy, a feketetest által kisugárzott energia frekvenciafüggését helyesen leíró képletet. 1905-ben Einstein a fotoelektromos hatást azzal a feltételezéssel tudta magyarázni, hogy a fény részecskékből, fotonokból áll. Az ötlet, miszerint a foton energiájának kvantumokból kell összeadódnia, jelentős eredmény volt, mivel megszüntette a lehetőségét annak, hogy a feketetest-sugárzás végtelen nagy energiát vigyen magával, ahhoz képest, ha kizárólag csak hullámokkal kellett volna a jelenséget magyarázni. 1913-ban Bohr megmagyarázta a hidrogénatom színképvonalait, ismét a kvantumosság feltételezésével, 1913 júliusában megjelent Az atomok és molekulák szerkezete c. cikkében. 1924-ben terjesztette elő Louis de Broglie anyaghullám-elméletét, mely szerint minden anyag rendelkezik hullámtulajdonsággal és megfordítva. Ezek az elméletek, bár sikeresek, de szigorúan véve fenomenologikusak (jelenségszintűek) voltak, a kvantálásnak nem létezett precíz bizonyítása. Ezeket együtt a régi kvantumelmélet néven ismerik.
A „kvantumfizika” kifejezést először Johnston Planck Univerzuma a modern fizika fényében c. könyve alkalmazta.
A modern kvantummechanika 1925-ben született meg, amikor Heisenberg kifejlesztette a mátrixmechanikát, Schrödinger pedig a hullámmechanikát, majd felírta a Schrödinger-egyenletet. Schrödinger utána megmutatta, hogy a két megközelítés egyenértékű. (Valamivel Schrödinger előtt Lánczos Kornél Heisenberg egyenleteiből kiindulva integrálalakban fogalmazta meg a kvantummechanikát). Heisenberg határozatlansági relációját 1927-ben fogalmazta meg, és a koppenhágai értelmezés is nagyjából ekkor öltött formát. Az 1927-es évet követően Paul Dirac egyesítette a kvantummechanikát a speciális relativitáselmélettel, felfedezve az elektron Dirac-egyenletét. Ő volt az első abban is, hogy operátorelméletet használt, és bevezette a nagy hatású braket-jelölést, amit 1930-as híres könyvében tett közzé. Ugyanebben az időben Neumann János lefektette a kvantummechanika precíz matematikai alapjait, mint a Hilbert-terek lineáris operátorainak elméletét, és ezt közzétette hasonlóképpen híres 1932-es könyvében. Ezek a munkák, mint sok más is az alapító időszakból, azóta is érvényesek és széles körben használják őket.
A kvantumkémia úttörői Walter Heitler és Fritz London voltak, akik 1927-ben tették közzé tanulmányukat a hidrogénmolekula kovalens kötéséről. A kvantumkémiát rengeteg tudós fejlesztette tovább, többek között az amerikai Linus Pauling.
1927-től kezdődően kísérletek folytak arra, hogy a kvantummechanikát egyes részecskék helyett mezőkre alkalmazzák, amivel megszülettek a kvantumtérelméletek. A korai munkákban többek között Dirac, Pauli, Weisskopf és Jordan vett részt. A kutatások a kvantum-elektrodinamika megfogalmazásában csúcsosodtak ki az 1940-es években, melyben Feynman, Dyson, Schwinger és Tomonaga játszott nagy szerepet. A kvantumelektrodinamika az elektron, a pozitron és az elektromágneses mező kvantumelmélete, és a többi kvantumtérelmélet modelljéül szolgált.
A kvantum-színdinamika elméletét az 1960-as évek elejétől kezdve öntötték formába. Ma ismert alakját Politzer, Gross és Wilzcek munkássága következtében 1975-ben nyerte el. Schwinger, Higgs, Goldstone, Glashow úttörő munkájára építve, Weinberg és Salam egymástól függetlenül megmutatták, hogyan lehet a gyenge kölcsönhatást és a kvantum-elektrodinamikát egyetlen elektrogyenge kölcsönhatásban egyesíteni.

### Megalapozó kísérletek
- Thomas Young kétrés-kísérlete bebizonyította a fény hullámtermészetét (kb. 1805)
- Henri Becquerel felfedezte a radioaktivitást (1896)
- Joseph John Thomson a katódsugárcsővel felfedezte az elektront, és azt, hogy negatív elektromos töltésű (1897)
- A feketetest-sugárzás vizsgálata 1850 és 1900 között, melyek eredményét nem lehetett a kvantumos kép nélkül megmagyarázni.
- A fotoelektromos jelenség: Lénárd Fülöp kísérletezett sokat vele, Einstein magyarázta ezt 1905-ben feltételezve, hogy a fény kvantumos, részecskékből áll (foton), később ezért kapott Nobel-díjat
- Robert Millikan olajcseppkísérlete, mely megmutatta, hogy az elektromos töltés kvantumos (csak az elemi töltés többszörösei fordulnak elő), (1909)
- Ernest Rutherford aranyfóliás kísérlete elvetette a mazsolás puding modellt, mely szerint a pozitív és negatív rész az atomban egyaránt egyenletesen oszlik el. (1911)
- Otto Stern és Walter Gerlach végrehajtotta a Stern–Gerlach-kísérletet, mely megmutatta, hogy a részecskék spinje kvantált (1920)
- Clinton Davisson és Lester Germer kimutatták az elektron hullámtermészetét (1927)
- Clyde L. Cowan és Frederick Reines kimutatta a neutrínó létezését a neutrínókísérlettel (1955)
- Claus Jönsson sikeresen megismételte a kétréses kísérletet elektronokkal (1961)

### Középiskolai szintű könyv
- Tóth Eszter, Holics László, Marx György: Atomközelben, Gondolat Kiadó, Budapest 1981

### Szakkönyvek, egyetemi tankönyvek
- D.I. Blohincev: A kvantummechanika alapjai, Tankönyvkiadó Vállalat, 1952
- Marx György: Kvantummechanika, Műszaki Kiadó, 1957
- Nagy Károly: Kvantummechanika, Tankönyvkiadó, Budapest 1981
- Neumann János: A kvantummechanika matematikai alapjai, Akadémia Kiadó, Budapest 1980
- Sailer Kornél: Bevezetés a kvantummechanikába (egyetemi jegyzet)
- Landau-Lifsic: Elméleti fizika III, Kvantummechanika, Tankönyvkiadó, Budapest, 1978, ISBN 963-17-3259-2
- Landau-Lifsic: Elméleti fizika IV, Relativisztikus kvantumelmélet, Tankönyvkiadó, Budapest, 1979, ISBN 963-17-3794-2
- Apagyi Barnabás, Lévay Péter: Válogatott fejezetek a kvantummechanikából, Műegyetemi kiadó, 2000
- Apagyi Barnabás: Kvantummechanika, Műegyetemi kiadó, 2005
- Geszti Tamás: Kvantummechanika,Typotex Kiadó, 2007.
- E. Szabó László: A nyitott jövő problémája (Véletlen, kauzalitás és determinizmus a fizikában,Typotex Kiadó, 2002.